# Cognaat object
Met cognaat object wordt in de ontleding een lijdend voorwerp als argument van een werkwoord dat normaal gesproken intransitief maar in dit geval transitief is bedoeld. Het lijdend voorwerp of object is in dit geval een cognaat van het werkwoord, omdat het niets anders is dan de zelfstandig gebruikte stam van ditzelfde werkwoord. 
Cognate objecten komen voor in veel onderling niet-verwante talen, onder meer in het Nederlands, Engels, Duits, IJslands en Russisch en daarnaast ook in het Hebreeuws en Arabisch en in het Nyanja. In het Nederlands zijn de twee meest voorkomende cognate objecten de zelfstandig gebruikte werkwoordsstammen slaap en lach:
- Hij lachte een korte, vreugdeloze lach.
- Zij sprak haar gebedje en sliep een slaap.

De werkwoorden lachen en slapen zijn normaal gesproken intransitief. Hier zijn ze echter transitief gebruikt en is het gebruik hoofdzakelijk stilistisch van aard, omdat de bovenstaande zinnen zonder cognaat object even duidelijk zijn: 
- Hij lachte kort en vreugdeloos.
- Zij sprak haar gebedje en sliep.

Het gebruik van cognate objecten hoeft echter niet altijd stilistisch te zijn; soms kan een cognaat object ook gewoon dienen om iets te verduidelijken. In andere gevallen is sprake van een volledig versteende vorm, zoals bij het van raden afgeleide woord raad.  